# Tulnic și Lioara
Tulnic și Lioara este o poezie scrisă de George Coșbuc, nepublicată în volum.